# Équipe d'Indonésie des moins de 17 ans de football
Maillots
L'équipe d'Indonésie des moins de 17 ans est une sélection de joueurs de moins de 17 ans au début des deux années de compétition placée sous la responsabilité de la Fédération d'Indonésie de football. Elle fut une fois quatrième de la Coupe d'Asie des nations des moins de 16 ans et n'a pas participé à la Coupe du monde de football des moins de 17 ans.

## Sélection actuelle
Les joueurs suivants ont été appelés pour disputer les éliminatoires de la Coupe d'Asie des nations des moins de 17 ans 2023, pour des matchs joués en octobre 2022.
Gardiens
- Ikram Algiffari
- Andrika Fathir
- Andhika Setiawan

Défenseurs
- Rizdjar Subagja
- Irvansyah Afanda
- Andre Pangestu
- Muhammad Afazriel
- Sulthan Zaky
- Habil Akbar
- Iqbal Gwijangge

Milieux
- Hanif Ramadhan
- Figo Dennis
- Kafiatur Rizky
- Riski Afrisal
- Narendra Tegar
- Femas Crespo
- Jehan Pahlevi
- Achmad Zidan

Attaquants
- Arkhan Kaka
- Nabil Asyura
- Azzaky Erlangga
- Muhamad Gaoshirowi
- Ji Da-bin

## Parcours en Coupe d'Asie des nations de football des moins de16 ans
- 1985 : Forfait
- 1986 : 1er tour
- 1988 : 1er tour
- 1990 : 4e
- 1992 : Non qualifiée
- 1994 : Non qualifiée
- 1996 : Non qualifiée
- 1998 : Non qualifiée
- 2000 : Non qualifiée
- 2002 : Non qualifiée
- 2004 : Non qualifiée
- 2006 : Non qualifiée
- 2008 : 1er tour
- 2010 : 1er tour
- 2012 : Non qualifiée
- 2014 : Non qualifiée
- 2016 : Disqualifiée
- 2018 : Quarts de finale
- 2023 : À venir

### Parcours en Coupe du monde
Jamais qualifiée